# Ylioppilaskunnan Laulajat
Ylioppilaskunnan Laulajat (finska för Studentkårens sångare), allmänt kallad YL (engelska: Helsinki University Chorus), grundades av Pekka Juhani Hannikainen den 6 april 1883 som studentkårens kör vid Helsingfors universitet. Den är Finlands äldsta finskspråkiga kör. Kören är inte längre helt knuten till universitetet, men alla sökande förväntas vara studenter.
Bland tidigare dirigenter märks, efter Hannikainen, Heikki Klemetti, Selim Palmgren, Martti Turunen, Ensti Pohjola och Heikki Peltola. Fram till 2010 dirigerades kören av Matti Hyökki, men från 2010 har dennes son Pasi Hyökki tagit över som konstnärlig ledare.

## Konserter
YL ger regelbundet konserter i Finland och utomlands. Kören gör två kortare turnéer inom Finland varje år och två årliga turnéer i Europa, Asien eller Nordamerika. 